# Кальцеолярия городчатоцветковая
Кальцеолярия городчатоцветковая (лат. Calceolaria crenatiflora) — вид растений рода Кальцеолярия (Calceolaria) семейства Кальцеоляриевые (Calceolariaceae), распространённый на территории Южной Аргентины и Центрально-Южной части Чили. Оно является двулетним или многолетним растением, преимущественно произрастающим в умеренном биоме.
Кальцеолярия городчатоцветковая — растение с необычными цветками, которые появляются весной. Цветки могут быть жёлтого, красного или розового цвета, иногда с пятнистой окраской, и напоминают по форме небольшой мешочек.  Примечательно, что после цветения растение погибает.

## Описание
Кусты кальцеолярии городчатоцветковой достигают высоты около 60 см. Короткие стебли покрыты ворсистым покровом. Листья широкие с волнистой окантовкой и ворсистой поверхностью. Интересно, что у основания куста листья безчерешковые, а на верхней части — черешковые.
Соцветия представлены щитками сравнительно крупных жёлтых бутонов с бордовыми вкраплениями. Цветки двугубые, шириной от 0,5 до 2 дюймов (1,27—5,08 см) выделяются своим увеличенным нижним лепестком и могут быть разнообразных оттенков: жёлтые, оранжевые, красные, двухцветные или пятнистые.

## Таксономия
Calceolaria crenatiflora Cav., первое упоминание в Icon. 5: 28 (1799).

### Синонимы
Гомотипные (основанные на одном и том же номенклатурном типе):
- Fagelia crenatiflora (Cav.) Kuntze (1891)

Гетеротипные (основанные на разных номенклатурных типах):
- Calceolaria anomala Pers. (1805)
- Calceolaria cunninghamii Vatke (1876)
- Calceolaria discolor Graham ex C.Morren (1835)
- Calceolaria hollermayeri Kraenzl. (1929)
- Calceolaria knypersliensis Steud. (1840), nom. nud.
- Calceolaria mirabilis Knowles & Westc. (1837)
- Calceolaria pendula Sweet (1833)